# Aristida holathera
Aristida holathera är en gräsart som beskrevs av Karel Domin. Aristida holathera ingår i släktet Aristida och familjen gräs. Utöver nominatformen finns också underarten A. h. latifolia.

## Bildgalleri

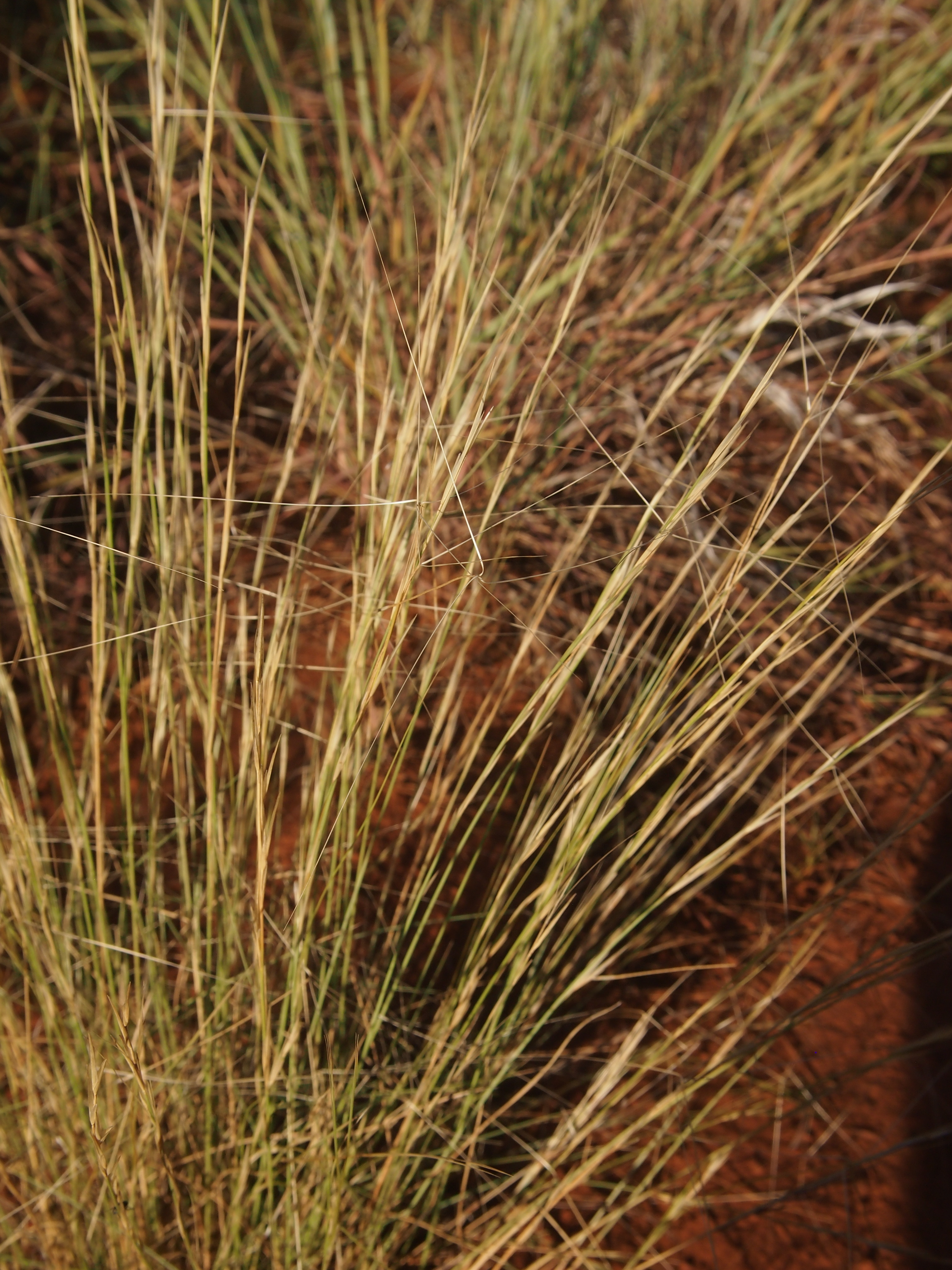
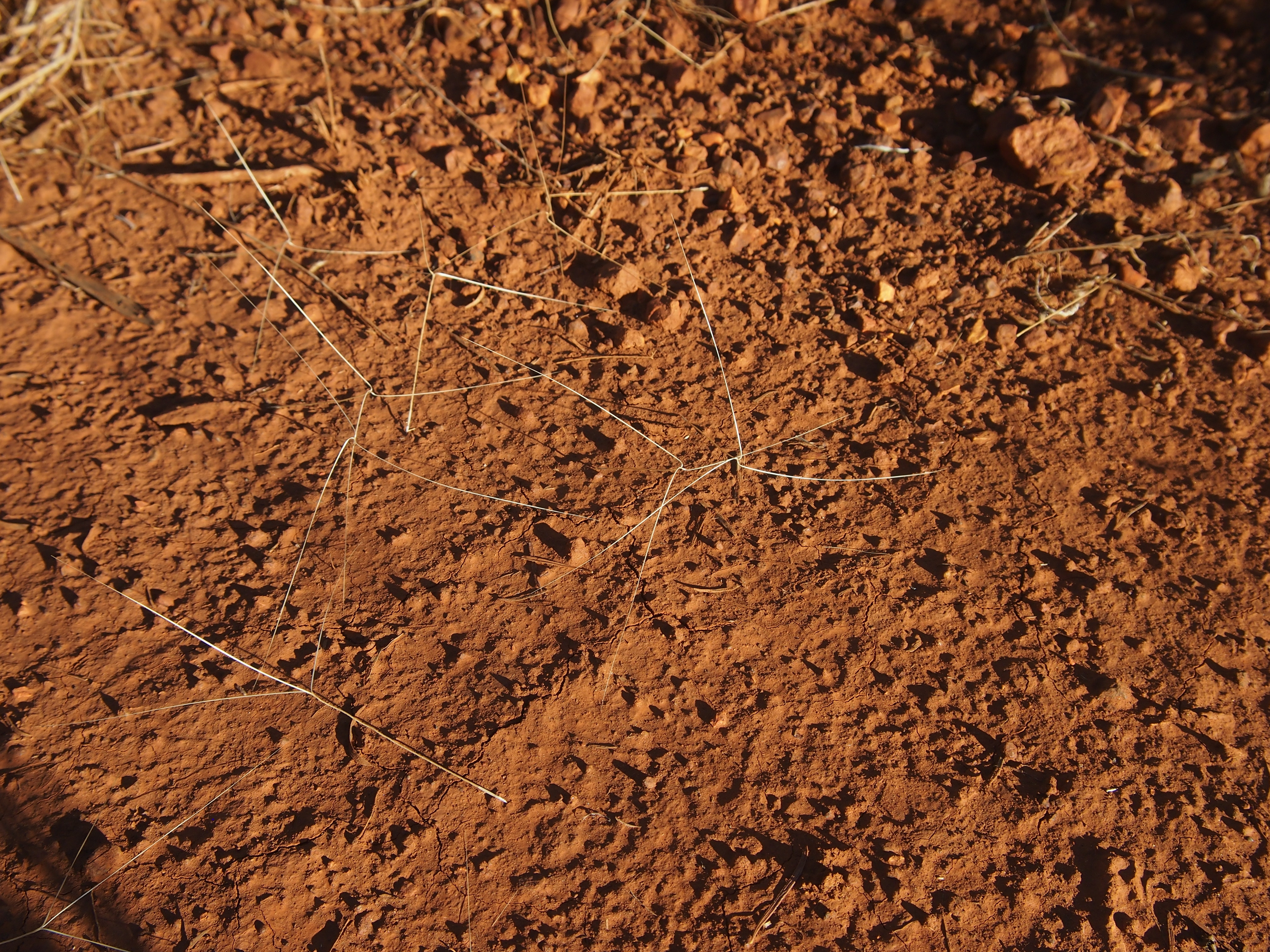
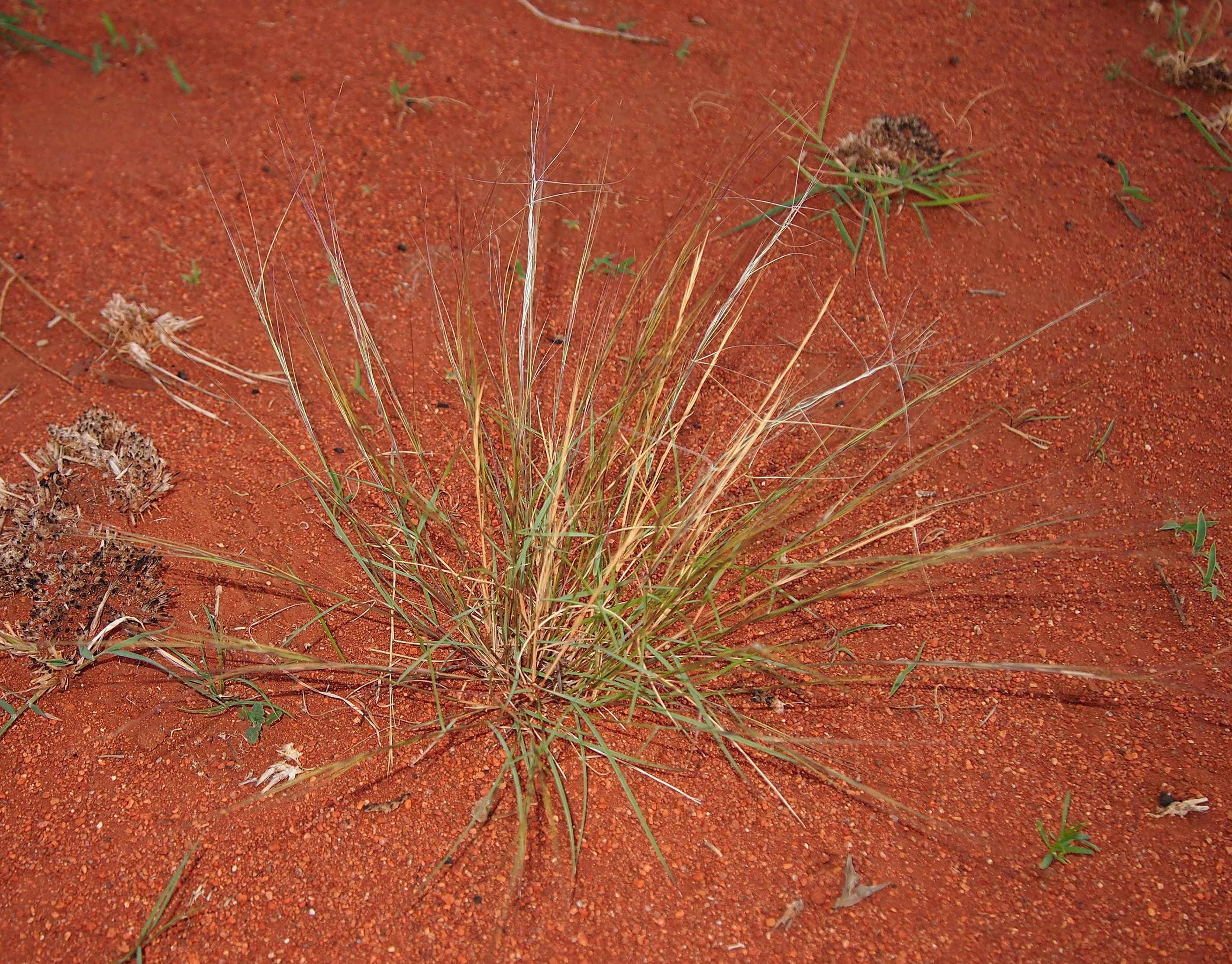